# Oenothera stucchii
Oenothera stucchii är en dunörtsväxtart som beskrevs av Adriano Soldano. Oenothera stucchii ingår i släktet nattljussläktet, och familjen dunörtsväxter. Inga underarter finns listade i Catalogue of Life.

## Bildgalleri

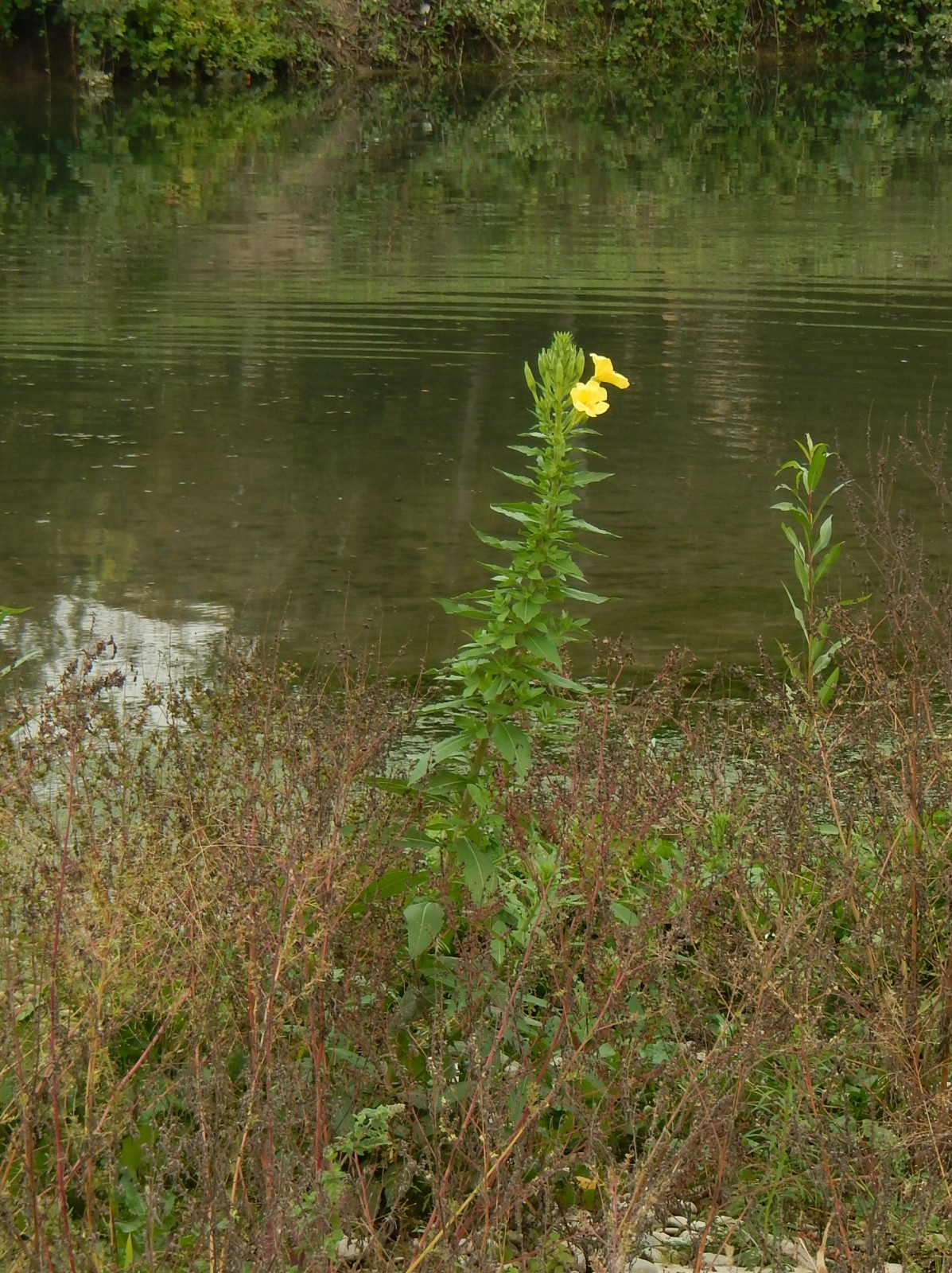
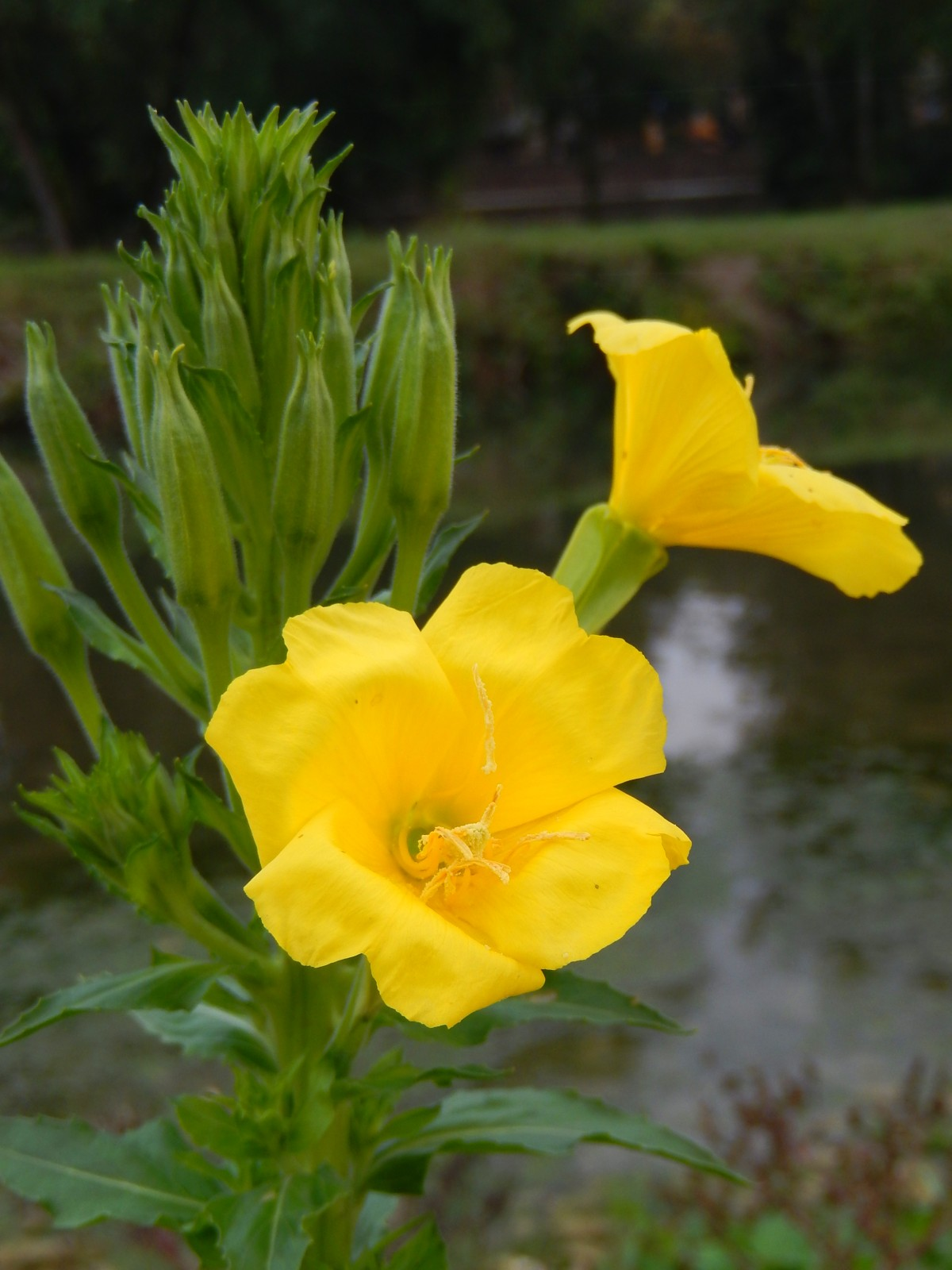
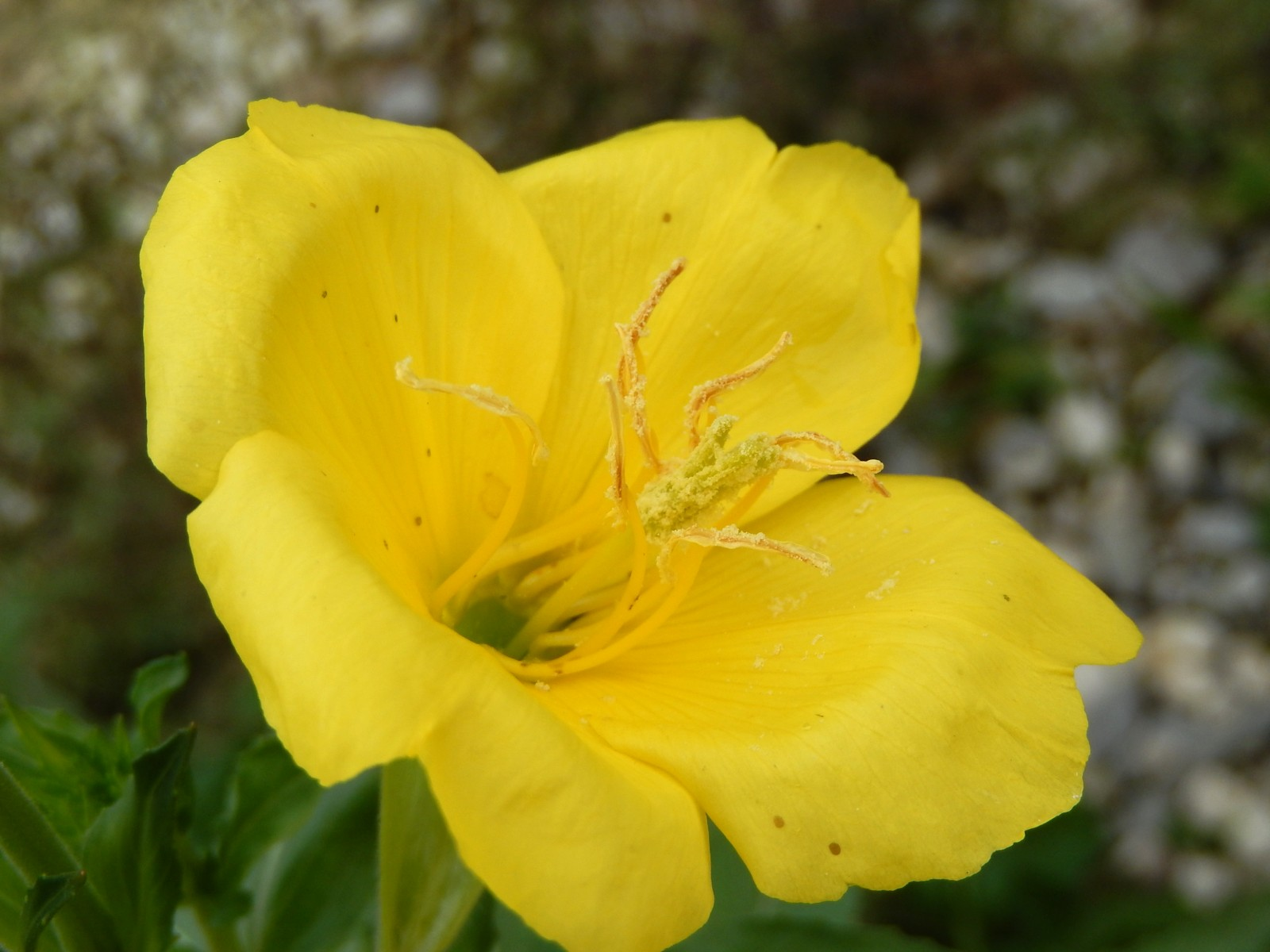
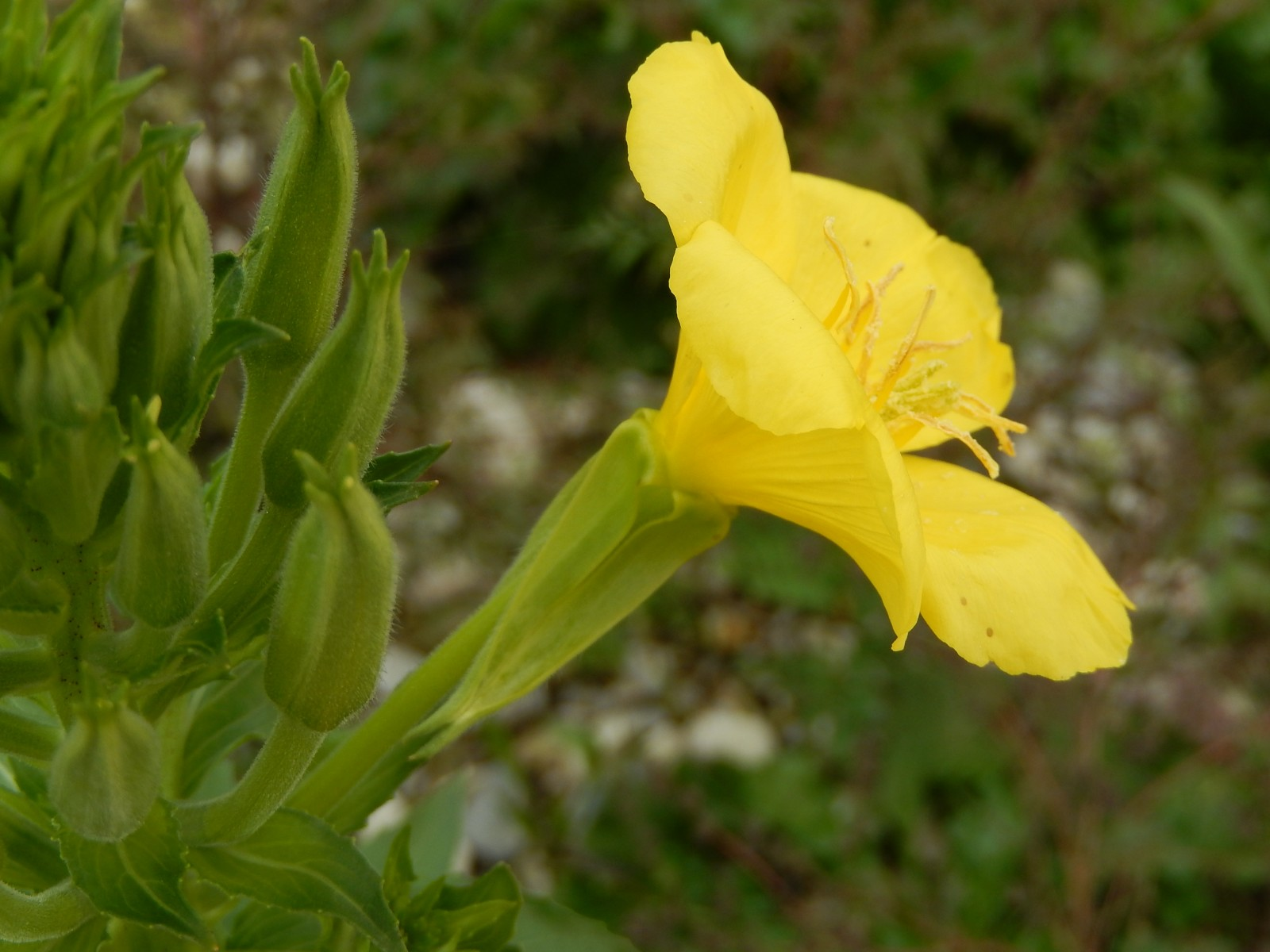
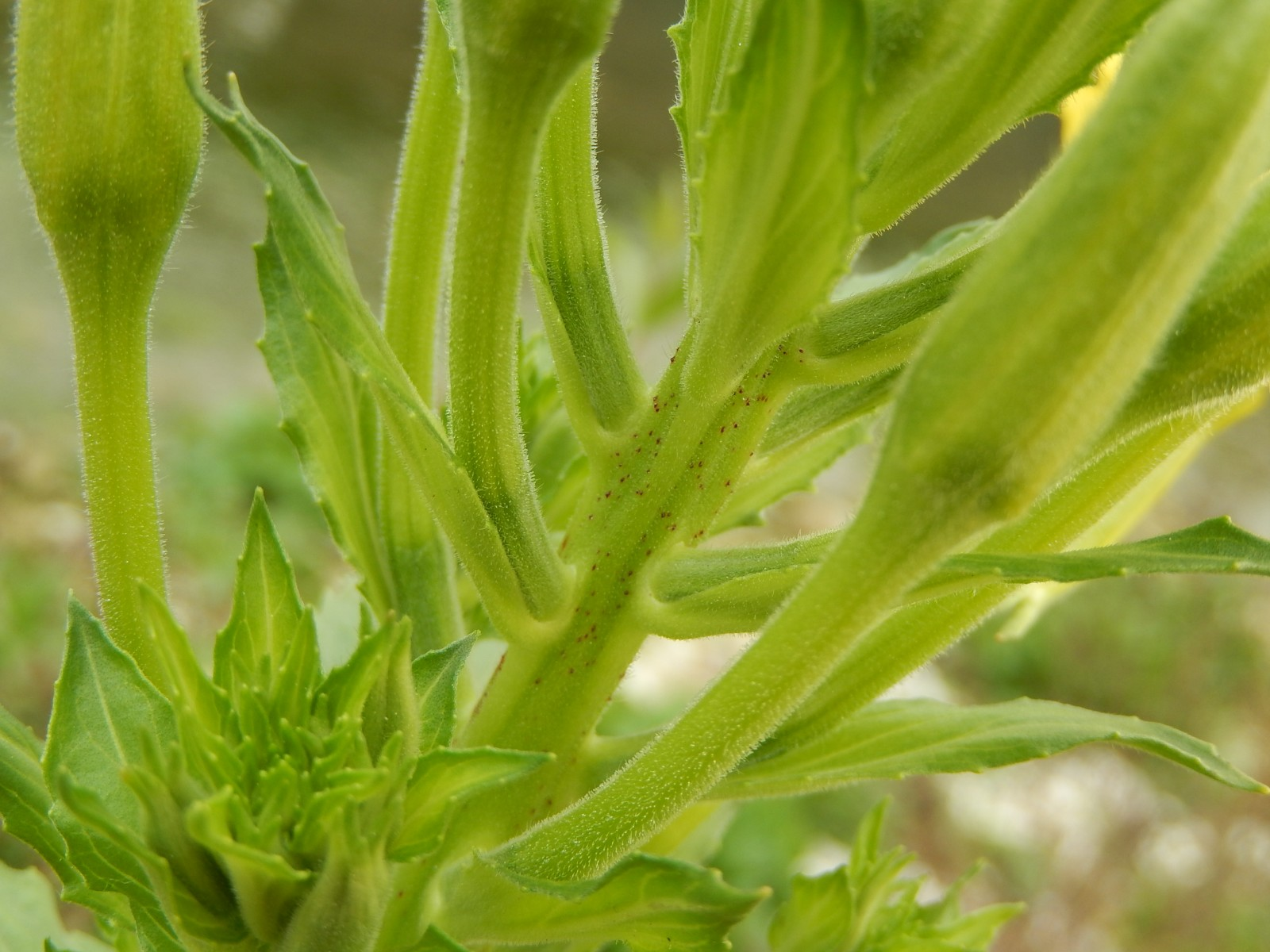
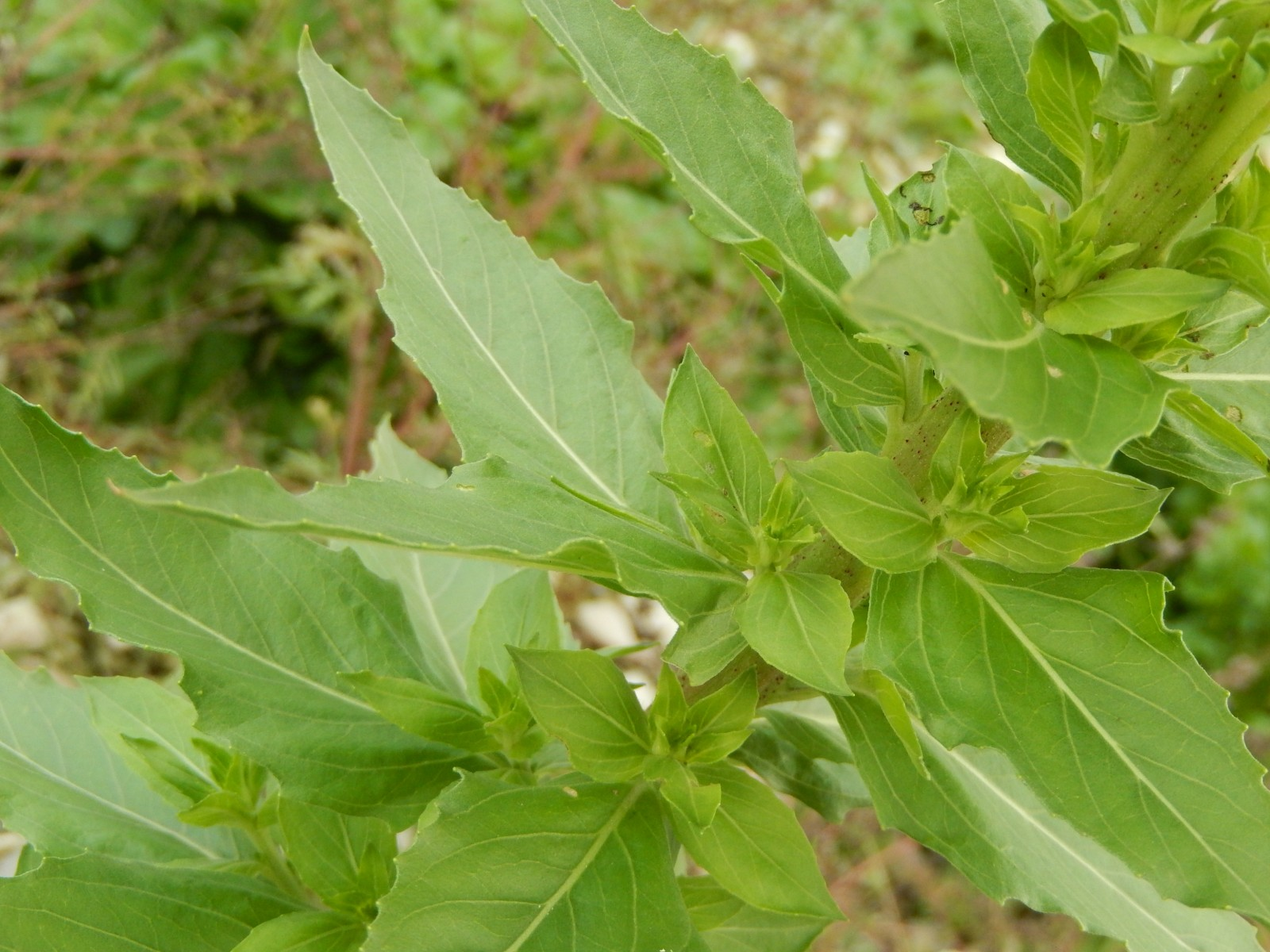